# Hans Wülfing

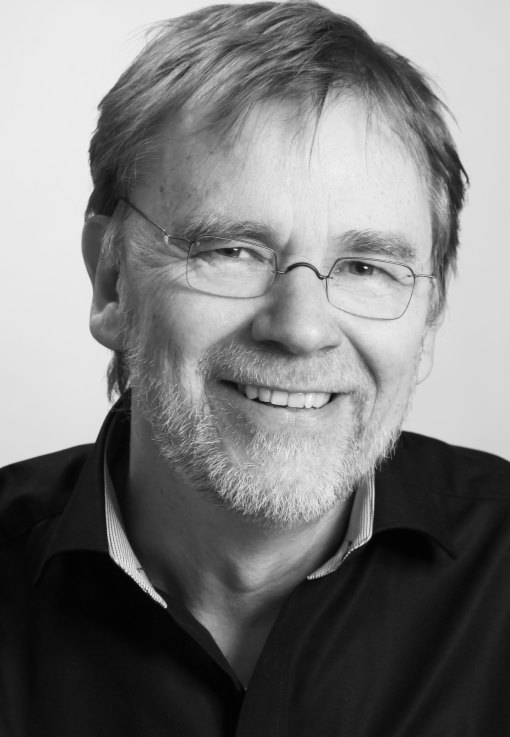
Hans Wülfing (2012)

Hans Wülfing (* 1952 in Oberhausen) ist ein deutscher Kirchenmusiker.

## Leben
Wülfing erhielt zunächst Klavier- und Cellounterricht, ehe er im Alter von 17 Jahren in Wuppertal mit dem Orgelspiel begann. Nach dem Abitur und Zivildienst studierte er Evangelische Kirchenmusik an der Musikhochschule Köln bei Wolfgang Stockmeier. Das Studium schloss er 1978 mit dem A-Examen ab. 1978 wurde er  zum Kantor der Evangelischen Kirchengemeinde in Bergneustadt berufen, wo er neben der Chorarbeit auch den Posaunenchor übernahm und gleichzeitig das Spiel auf der Trompete lernte. 1989 übernahm er den Vorsitz im „Chorverband in der Evangelischen Kirche im Rheinland“. Im Jahr 2016 gab er den Vorsitz an Brigitte Rauscher ab. Für seine Verdienste wurde ihm von der Evangelischen Kirche im Rheinland 1993 der Titel Kirchenmusikdirektor verliehen. 2009 wurde er von der Stadt Gummersbach mit der Goldenen Jubiläumsmedaille ausgezeichnet. 2011 feierte er sein vierzigjähriges Dienstjubiläum. In seiner Freizeit ist Wülfing passionierter Sportler und absolvierte 2003 den Köln-Marathon. 2017 ging er in den Ruhestand.

## Veröffentlichungen als Herausgeber
- Geistliche Chormusik. Carus-Verlag 1993
- Brücken bauen. Strube-Verlag 1996
- Schmückt das Fest. Strube-Verlag 2000
- Open up wide. Tonos Musikverlag 2000
- Mit allen Wassern gewaschen. Strube-Verlag 2004
- Glory to God. Oxford University Press 2005
- Um Gottes Willen – Kinder! Strube-Verlag 2008
- Mahlzeit! Kinder unterwegs zum Tisch des Herrn Strube-Verlag 2010